# Nectophrynoides tornieri
Nectophrynoides tornieri es una especie de anfibios de la familia Bufonidae.
Es endémica de Tanzania.
Su hábitat natural incluye bosques secos tropicales o subtropicales y montanos secos.